# Museo de arte de Singapur
El Museo de arte de Singapur (en chino: 新加坡美术馆; en inglés: Singapore Art Museum) contiene la colección nacional de arte de Singapur. Cuenta con una colección de 7.750 piezas de arte moderno y contemporáneo de Singapur y el sudeste asiático , y cuenta con una creciente colección de arte contemporáneo nueva asiática e internacional.
Inaugurado en 1996, es uno de los primeros museos de arte que cumple con estándares internacionales de un museo en el sudeste de Asia. El museo, entonces conocido como el Museo de Bellas Artes, surgió de un proyecto del Museo Nacional de crear un recinto de cinco museos para la ciudad.